# Eschenau im Hausruckkreis
Eschenau im Hausruckkreis é um município da Áustria localizado no distrito de Grieskirchen, no estado de Alta Áustria.